# مارسلو ملی
مارسلو ملی (انگلیسی: Marcelo Meli؛ زادهٔ ۲۰ ژوئن ۱۹۹۲) بازیکن فوتبال اهل آرژانتین است.
از باشگاه‌هایی که در آن بازی کرده‌است می‌توان به باشگاه فوتبال بنفیکا و باشگاه فوتبال بوکا جونیورز اشاره کرد.